# Gullhögenmeteoriten

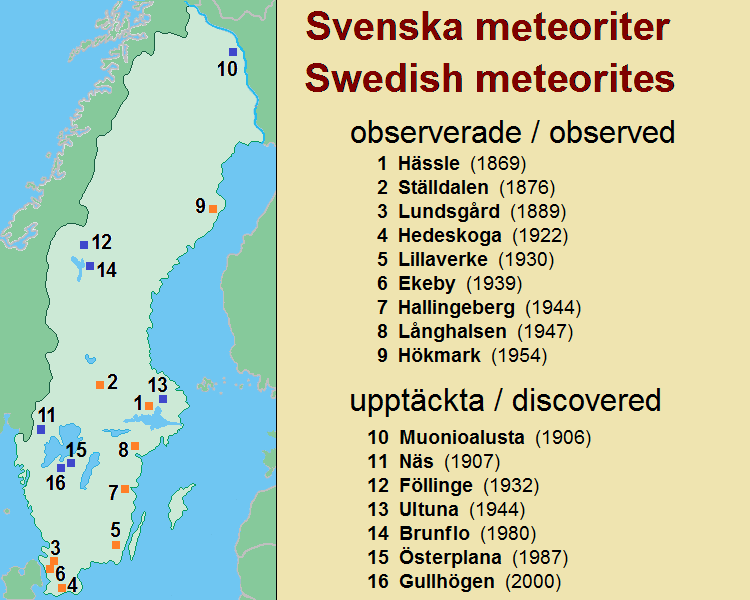
Karta över svenska meteoritnedslag, Gullhögen, 2000 (nr 16).

Gullhögenmeteoriten är en fossil stenmeteorit som upptäcktes år 2000 i Skövde kommun i östra Västra Götalands län. Meteoriten är ett av de få upptäckta meteoritnedslagen i Sverige och klassas som ett av de äldsta meteoritfynden på jorden.

## Nedslagsplatsen
Meteoriten döpt till Gullhögen 001 upptäcktes den 14 juni 2000 i ordovicisk kalksten i Gullhögens stenbrott vid Billingens sydöstra sluttning nära Skultorp cirka 5 km väster om Skövde i Västergötland. Fyndplatsen ligger endast 35 km sydöst om Thorsbergs stenbrott där den första Österplanameteoriten hittades 1987.
2004 publicerade geologerna Mario Tassinari, Birger Schmitz och Anita Löfgren en utförlig beskrivning (The first fossil meteorite from the mid-Ordovician of the Gullhögen quarry, Billingen, southern Sweden) om meteoriten.

## Meteoriten
Meteoriten är en fossil (fossil meteorit kallas en meteorit som slog ned före den geologiska perioden Kvartär och efter nedslaget täckts under sedimentlager och därefter genomgått liknande geologiska förändringar – diagenes – som sin omgivning) stenmeteorit (kondrit).
Meteoriten är cirka 12 millimeter stor och bedöms vara cirka 470 miljoner år gammal och anses vara en av de äldsta upptäckta meteoritfynden (tillsammans med Brunflometeoriten med cirka 460 miljoner år och Österplanameteoriterna med cirka 480 miljoner år) på jorden.
Gullhögenmeteoriten förvaras idag på Lunds universitet (Enheten för mineralogi).